# Great Wall Voleex C50
La Great Wall Voleex C50 è un'autovettura prodotta dal 2012 al 2016 dalla casa automobilistica cinese Great Wall Motors.

## Descrizione

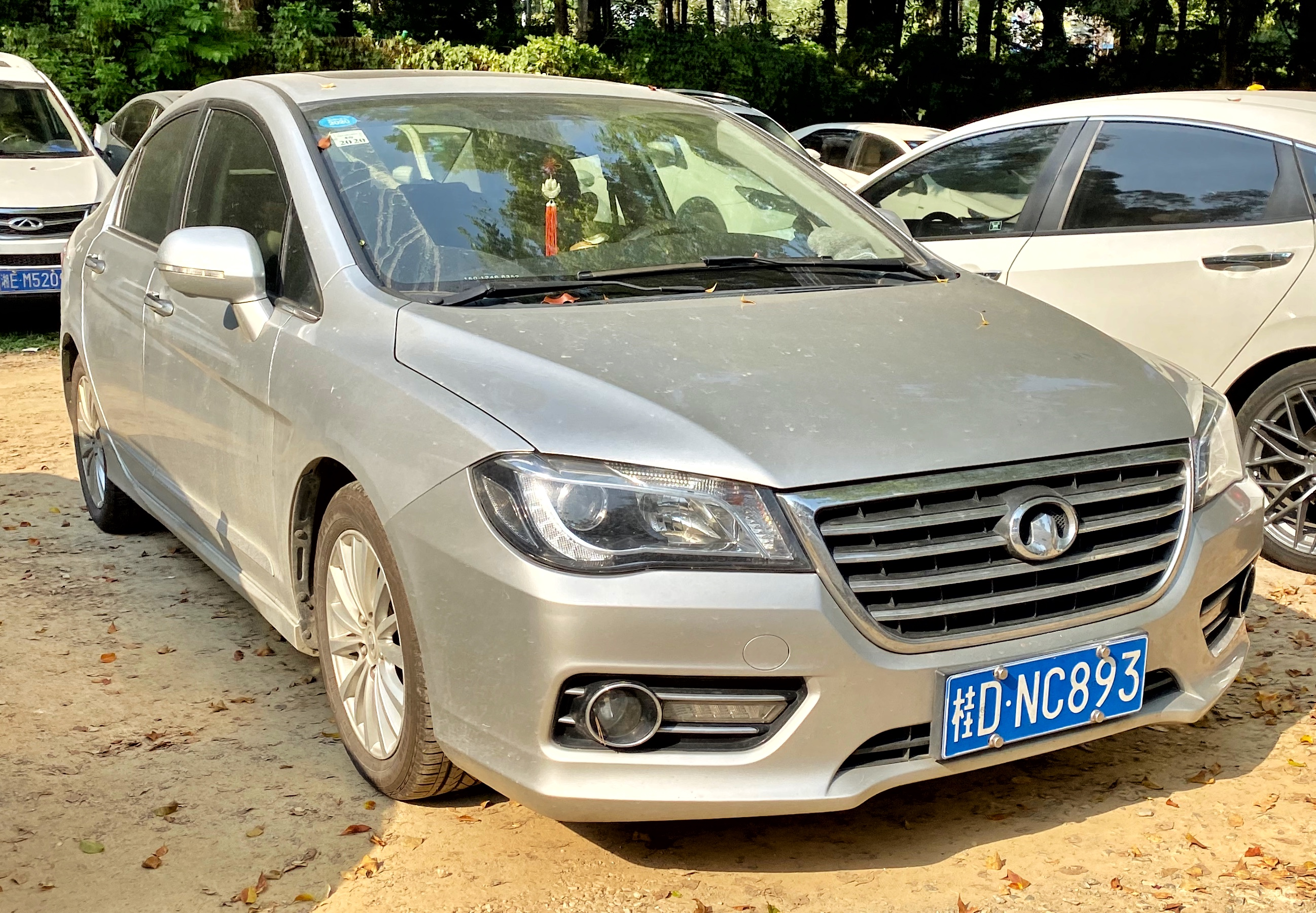
Great Wall Voleex C50 restyling

Presentata al Salone Internazionale dell'Automobile di Guangzhou nel 2011, al lancio la vettura era disponibile con un motore 
quattro cilindri a benzina turbo da 1,5 litri, che eroga 131 CV (98 kW) a 5600 giri/min e con una coppia massima di 188 Nm disponibile tra i 2000 e i 4500 giri. È il primo modello con motore turbocompresso del costruttore cinese. La velocità massima è sui 185 km/h.
Nel dicembre 2012 la vettura è stata sottoposta ai crash test ricevendo cinque stelle dalla China-NCAP, segnando un totale di 52,5 punti.
Nel 2014 la vettura ha subito un restyling che interessato paraurti, griglia frontale e i fari posteriori.